# Will Koopman
Pour les articles homonymes, voir Koopman.
Will Koopman, née le 12 octobre 1956 à Amsterdam, est une réalisatrice, productrice, scénariste et actrice néerlandaise.

## Filmographie

### Cinéma
- 2009 : The Dark House (nl)[1]
- 2011 : Vipers Nest (nl) (Gooische Vrouwen)[2]
- 2012 : De verbouwing[3]
- 2014 : Assepoester: Een modern sprookje (nl)[4]
- 2014 : Gooische Vrouwen 2 (nl)[5]
- 2015 : Sneeuwwitje en de zeven kleine mensen (nl)[6]
- 2016 : De Prinses op de Erwt: Een Modern Sprookje (nl)[7]
- 2017 : Roodkapje: Een Modern Sprookje (nl)[8]
- 2018 : All You Need Is Love (nl)[9]

### Téléfilms
- 1993-1995 : Bureau Kruislaan (nl)
- 1995 : Vrouwenvleugel (nl)
- 1996-1998 : Unit 13 (nl)
- 1998-2004 : Baantjer
- 2004-2005 : Grijpstra & De Gier (nl)
- 2005-2009 : Jardins secrets (Gooische Vrouwen)
- 2011 : Hart tegen Hard (nl)
- 2011-2012 : Iedereen is gek op Jack (nl)
- 2012 : Wat als? (nl)
- 2012 : Villa Morero (nl)
- 2012-2014 : Komt een man bij de dokter (nl)
- 2012-2015 : Divorce (nl)
- 2013-2015 : Danni Lowinski (nl)
- 2013 : Love Hurts
- 2013 : Doris
- 2013 : De man met de hamer
- 2015 : Gouden Bergen (nl)
- 2015-2016 : Familie Kruys (nl)
- 2016 : De Jacht (nl)
- 2016 : Centraal Medisch Centrum (nl)

### Scénariste
- 2011 : Hart tegen Hard (nl)

### Actrice
- 2007 : Grijpstra & De Gier (nl)
- 2009 : Jardins secrets